# Gerald Vanenburg
Gerald Vanenburg, né le 5 mars 1964 à Utrecht aux Pays-Bas, est un ancien footballeur international néerlandais devenu entraîneur. 
Comme joueur, au poste de milieu de terrain, il remporte en 1988 la Coupe des clubs champions européens avec le PSV Eindhoven puis le Championnat d'Europe avec l'équipe des Pays-Bas. Il fait partie du Club van 100.

## Biographie
Ce milieu de terrain offensif dispute un total de 372 matchs et marque 112 buts en championnat des Pays-Bas, sous les couleurs de l'Ajax puis du PSV. Il remporte quinze trophées majeurs avec les deux clubs, et notamment la Coupe des clubs champions européens en 1988. Il remporte en 1988 et 1989 le Soulier d'or néerlandais, une récompense décernée par les journaux De Telegraaf et Voetbal International au meilleur joueur néerlandais de l'année.
Sélectionné pour la première fois en équipe des Pays-Bas en 1982, à 18 ans, il dispute en 1983 la Coupe du monde des moins de 20 ans dont les Néerlandais sont éliminés en quart de finale. Après plusieurs saisons sans sélection, il retrouve l'équipe nationale en 1986 et remporte l'Euro 1988, en battant l'URSS en finale. Deux ans plus tard, il dispute avec la sélection la Coupe du monde de football de 1990. Il honore fin 1992 sa 42e et dernière sélection.
Début 1993, il quitte son pays et part au Japon, au Júbilo Iwata. Après trois années en Asie, il revient en Europe, d'abord pour la fin de la saison 1996-1997 au FC Utrecht, aux Pays-Bas, puis en France, à l'AS Cannes, et en Allemagne, au TSV Munich 1860 où il réalise deux dernières saisons professionnelles comme défenseur.
À sa retraite sportive, il intègre l'équipe technique du PSV. En avril 2004, il est nommé entraîneur du TSV 1860 Munich, le club où il a terminé sa carrière, qu'il quitte en fin de saison après avoir échoué à obtenir le maintien espéré en Bundesliga. En 2006-2007, Vanenburg entraîne Helmond Sport en Eerste Divisie, dont il est licencié en février 2007. En 2008, il dirige brièvement l'équipe du FC Eindhoven.

## Palmarès
- Ajax Amsterdam
  - Champion des Pays-Bas en 1982, 1983 et 1985
  - Vainqueur de la Coupe des Pays-Bas en 1983 et 1986

- PSV Eindhoven
  - Vainqueur de la Coupe des clubs champions européens en 1988
  - Champion des Pays-Bas en 1987, 1988, 1989, 1991 et 1992
  - Vainqueur de la Coupe des Pays-Bas en 1988, 1989 et 1990

- Équipe des Pays-Bas de football
  - Vainqueur du championnat d'Europe des nations en 1988

## Statistiques
Gerald Vanenburg compte 42 sélections et 1 but avec l'équipe des Pays-Bas entre 1982 et 1992.
| Saison                | Club                  | Championnat           | Championnat | Championnat | Coupe(s) nationale(s) | Coupe(s) nationale(s) | Compétition(s) continentale(s) | Compétition(s) continentale(s) | Compétition(s) continentale(s) | Total | Total |
| Saison                | Club                  | Division              | M.          | B.          | M.                    | B.                    | Comp.                          | M.                             | B.                             | M.    | B.    |
| 1980-1981             | Ajax Amsterdam        | Eredivisie            | 11          | 3           | 0                     | 0                     | -                              | 0                              | 0                              | 11    | 3     |
| 1981-1982             | Ajax Amsterdam        | Eredivisie            | 32          | 13          | 0                     | 0                     | -                              | 2                              | 0                              | 34    | 13    |
| 1982-1983             | Ajax Amsterdam        | Eredivisie            | 33          | 17          | 0                     | 0                     | -                              | 2                              | 1                              | 35    | 18    |
| 1983-1984             | Ajax Amsterdam        | Eredivisie            | 34          | 7           | 0                     | 0                     | -                              | 2                              | 0                              | 36    | 7     |
| 1984-1985             | Ajax Amsterdam        | Eredivisie            | 29          | 12          | 0                     | 0                     | -                              | 4                              | 0                              | 33    | 12    |
| 1985-1986             | Ajax Amsterdam        | Eredivisie            | 34          | 12          | 0                     | 0                     | -                              | 2                              | 0                              | 36    | 12    |
| Sous-total            | Sous-total            | Sous-total            | 173         | 64          | 0                     | 0                     | -                              | 12                             | 1                              | 185   | 65    |
| 1986-1987             | PSV Eindhoven         | Eredivisie            | 34          | 9           | 0                     | 0                     | -                              | 2                              | 0                              | 36    | 9     |
| 1987-1988             | PSV Eindhoven         | Eredivisie            | 34          | 11          | 1                     | 0                     | -                              | 9                              | 0                              | 44    | 11    |
| 1988-1989             | PSV Eindhoven         | Eredivisie            | 34          | 10          | 1                     | 0                     | -                              | 7                              | 0                              | 42    | 10    |
| 1989-1990             | PSV Eindhoven         | Eredivisie            | 21          | 6           | 0                     | 0                     | -                              | 4                              | 0                              | 25    | 6     |
| 1990-1991             | PSV Eindhoven         | Eredivisie            | 29          | 11          | 0                     | 0                     | -                              | 2                              | 0                              | 31    | 11    |
| 1991-1992             | PSV Eindhoven         | Eredivisie            | 19          | 7           | 0                     | 0                     | -                              | 2                              | 1                              | 21    | 8     |
| 1992-1993             | PSV Eindhoven         | Eredivisie            | 28          | 4           | 0                     | 0                     | -                              | 9                              | 0                              | 37    | 4     |
| Sous-total            | Sous-total            | Sous-total            | 199         | 58          | 2                     | 0                     | -                              | 35                             | 1                              | 236   | 59    |
| 1994                  | Júbilo Iwata          | J-League              | 43          | 6           | 0                     | 0                     | -                              | 0                              | 0                              | 43    | 6     |
| 1995                  | Júbilo Iwata          | J-League              | 21          | 1           | 0                     | 0                     | -                              | 0                              | 0                              | 21    | 1     |
| 1996                  | Júbilo Iwata          | J-League              | 22          | 5           | 0                     | 0                     | -                              | 0                              | 0                              | 22    | 5     |
| Sous-total            | Sous-total            | Sous-total            | 86          | 12          | 0                     | 0                     | -                              | 0                              | 0                              | 86    | 12    |
| 1996-1997             | FC Utrecht            | Eredivisie            | 9           | 2           | 0                     | 0                     | -                              | 0                              | 0                              | 9     | 2     |
| 1997-1998             | AS Cannes             | Division 1            | 26          | 6           | 2                     | 0                     | -                              | 0                              | 0                              | 28    | 6     |
| 1998-1999             | TSV Munich 1860       | Bundesliga            | 27          | 2           | 0                     | 0                     | -                              | 0                              | 0                              | 27    | 2     |
| 1999-2000             | TSV Munich 1860       | Bundesliga            | 16          | 0           | 0                     | 0                     | -                              | 0                              | 0                              | 16    | 0     |
| Sous-total            | Sous-total            | Sous-total            | 43          | 2           | 0                     | 0                     | -                              | 0                              | 0                              | 43    | 2     |
| Total sur la carrière | Total sur la carrière | Total sur la carrière | 536         | 144         | 4                     | 0                     | -                              | 47                             | 3                              | 587   | 147   |